# Guisantes Marrowfat

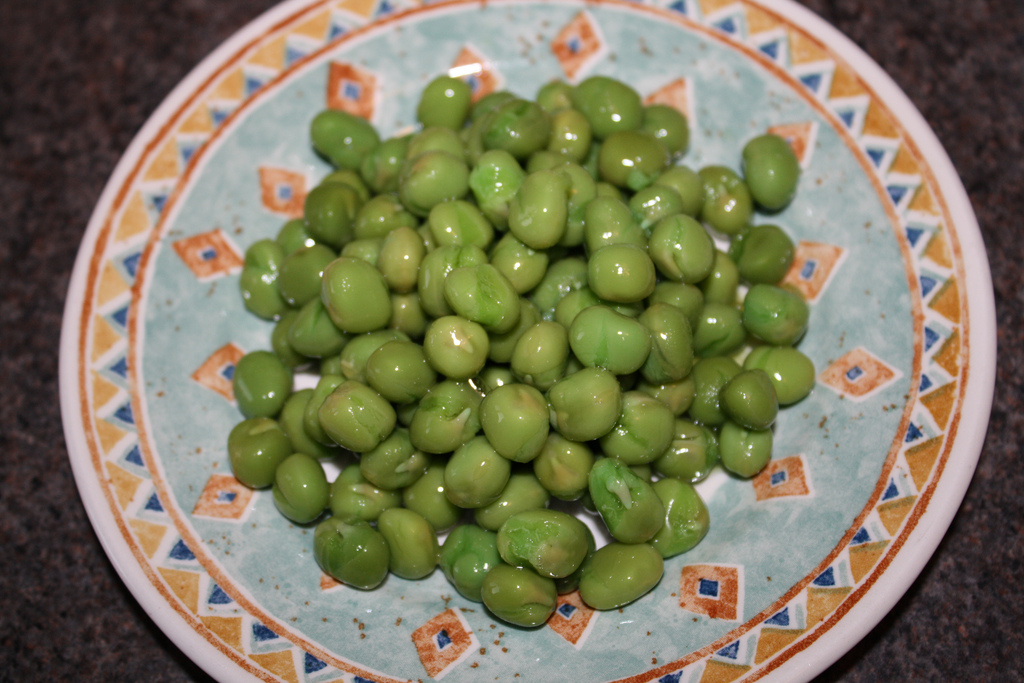
Guisantes Marrowfat

Los Guisantes Marrowfat son guisantes maduros verdes (Pisum sativum L. o Pisum sativum var. medullare) que se han dejado secar naturalmente en el campo, en lugar de cosecharlos cuando aún son jóvenes como el guisante de jardín normal. Tienen almidón y se utilizan para hacer guisantes blandos. Los guisantes de tuétano con un buen color verde se exportan del Reino Unido a Japón para el mercado de aperitivos, mientras que los guisantes más claros se utilizan para enlatar. Los de piel fina y textura suave son ideales para hacer guisantes blandos.
Su nombre 'grasa de tuétano' se acuñó alrededor de 1730 a partir de tuétano y grasa. Otra fuente dice que los guisantes fueron nombrados porque la gente quería guisantes gruesos de la variedad Maro, una variedad japonesa introducida en el Reino Unido hace 100 años; esto es poco probable, ya que el primer uso en inglés de "marrowfat" para referirse a los guisantes es anterior a la introducción del guisante Maro en casi dos siglos.